# 出岡美咲
出岡 美咲（いずおか みさき、1990年9月24日 - ）は、日本の女性ファッションモデル、ポップ歌手。
FIRST AGENT所属。以前はG STYLE ENTERTAINMENT、レプロエンタテインメントに所属していた。
2014年以降、出岡美咲から芸名を変更し、izu（イズ）名義で活動していたが、FIRST AGENTへ所属にともない出岡美咲名義に戻す。
2021年9月1日、アパレルブランド『LTANCHE』を立ち上げる。

## 略歴

### モデル
2007年、ファッション雑誌『Popteen』のモデルオーディション「Popガールズオーディション」で約7,000人の中からグランプリに選ばれる。以降同誌の読者モデルとして活動。同誌の創刊30周年を記念した2010年11月号「アゲきゅん号」では表紙に登場。2011年12月、雑誌『KATY』の表紙を谷川りさこと共に飾り、同誌の専属モデルとしてデビュー。
2010年には、上海万国博覧会内で開催されたイベントに日本のギャルモデル代表として舟山久美子、寿るい、孫イ、鈴木奈々、河西美希、青木英李、村田莉、椎名ひかり、廣瀬麻伊とともに出席。ギャル文化の広報などを行った。
2013年4月に『KATY』が休刊すると、同年5月から『JELLY』に移籍。同月17日発売の同年7月号から登場し、初の単独表紙を飾った2015年5月号（同年3月17日発売）では、裏表紙でナイキとのコラボ広告を掲載している。
2014年1月31日、活動名義を自身の愛称である『izu』にすることを発表。
2015年3月8日、名古屋ウィメンズマラソン2015に出場し、4時間22分で完走した。
2016年5月17日発売のJELLY7月号をもって、3年間務めたJELLYの専属モデルを卒業した。
ランナーズ2020年1月号から一年間表紙のモデルを務める。
2020年12月　スキンケアブランド『Fertity』のプロデューサーに就任。
2021年7月、株式会社I’sNLを設立。代表取締役を務める。
2021年9月1日、自社によるアパレルブランド『LTANCHE』を立ち上げる。

### 歌手
2011年8月24日、ユニバーサルミュージックから自ら作詞を手がけた配信シングル『Mirror』で歌手デビューを果たした。同年8月22日に行われた東京・渋谷O-EASTで行われたイベント「Love Sunshine 2011」で同曲を初披露。10月8日にはShibuya BOXXにて完全招待制の初のワンマンライブ「Mirror of World」を開催し、成功を収めた。
2011年12月7日、2作目の配信シングル『ラビット』を発表。前作に引き続き作詞を手がけた同作は、男性目線で書かれたラブソングである。同シングルを引っさげ、福岡県、大阪府、三重県、千葉県の4都市でシングルダウンロード者全員を招待するイベントを開催。
2013年3月20日、徳間ジャパンコミュニケーションズからマキシCDシングル『ティーンズ』を発表。前2作同様本人が作詞を手掛けた同作は、プロジェクトディレクターを務めるファッションブランド「SLY LANG」（スライ ラング）とのコラボレーションから生まれた。
2014年7月30日、KADOKAWA/エンターブレインよりフォトブックCD『0』を発表。洋楽カヴァー4曲を収録したCDと、CD制作過程を追ったドキュメントや本人のスペシャル・フォト等を掲載したフォトブックで構成。楽曲のプロデュースは松隈ケンタが担当している。

## 人物
- 三重県鈴鹿市出身[2]。兄が3人いる[21]。
- 井上乃帆[22]、河西美希、村田莉[23]、谷川りさこ、鹿沼憂妃などと仲が良い。
- 学生時代、英語の授業の際に呼び出され、化粧を落とされたというエピソードがある[24]。
- 2019年11月29日に一般男性と結婚したが[25]、2020年8月に離婚した[26][27]。

## 出演

### テレビ番組
- ハッピーMusic（2010年、日本テレビ）

### ラジオ番組
- izuさんのイチイチさん（2015年12月 - 、Radio NEO）

### 広告
- カラーコンタクト「EYE ZOO」イメージモデル

### ショー
- ガールズアワード GirlsAward JAPAN 2010 Autumn/Winter（2010年）
- SHIZUOKA COLLECTION 2014 Spring/Summer（2014年4月6日、御幸通り）
- SHIZUOKA COLLECTION 2015 Autumn/Winter（2015年9月19日、グランシップ）

### その他
- JAグループ「みんなのよい食プロジェクト 毎朝「飲む」ベジ活」（2020年）

## 書籍

### 雑誌連載
- Popteen（2007年 - 、角川春樹事務所）
- KATY（2012年1月号 - 、トランスメディア）
- JELLY（2013年7月号 - 2016年7月号[13]、ぶんか社） 専属

## ディスコグラフィ

### CD
| 発売日                                                | 作品名              | 規格品番               | 収録内容 | 最高順位    | 最高順位     | 認定 | アルバム |
| 発売日                                                | 作品名              | 規格品番               | 収録内容 | JPN Hot 100 | RIAJチャート | 認定 | アルバム |
| ----------------------------------------------------- | ------------------- | ---------------------- | --- | ----------- | ------------ | ---- | -------- |
| 2013年3月20日                                         | ティーンズ          | TKCA-73878             | 1:ティーンズ 2:キミの事だけどうして・・・ 3:ティーンズ（Instrumental） 4:キミの事だけどうして・・・（Instrumental）                                                       | －          | －           |      |          |
| 2014年7月30日                                         | 0（フォトブックCD） | ISBN 978-4-04-729824-8 | 1:Tik Tok（ケシャのカヴァー） 2:Rock N Roll（アヴリル・ラヴィーンのカヴァー） 3:Wannabe（スパイス・ガールズのカヴァー） 4:My Medicine（プリティー・レックレスのカヴァー） | －          | －           |      |          |
| "—"はチャート圏外、チャート対象外の何れかを意味する。 |                     |                        | |             |              |      |          |

### 配信曲
| 配信日                                                | 作品名   | 最高順位    | 最高順位     | 認定 | アルバム |
| 配信日                                                | 作品名   | JPN Hot 100 | RIAJチャート | 認定 | アルバム |
| ----------------------------------------------------- | -------- | ----------- | ------------ | ---- | -------- |
| 2011年8月24日                                         | Mirror   | －          | －           |      |          |
| 2011年12月7日                                         | ラビット |             |              |      |          |
| "—"はチャート圏外、チャート対象外の何れかを意味する。 |          |             |              |      |          |

### ミュージック・ビデオ
| 年     | ビデオ                                                                         | 監督     | 映像                                     |
| ------ | ------------------------------------------------------------------------------ | -------- | ---------------------------------------- |
| 2013年 | ティーンズ                                                                     |          | 「ティーンズ」 - YouTube                 |
| 2011年 | Mirror                                                                         |          | 「Mirror」（Short Version） - YouTube    |
| 2011年 | ラビット                                                                       |          |                                          |
| 客演   |                                                                                |          |                                          |
| 2009年 | 伝えたい事がこんなあるのに (INFINITY16 welcomez 若旦那 from 湘南乃風 & JAY'ED) | 和田泰宏 | 「伝えたい事がこんなあるのに」 - YouTube |